# الكسندر ستيفنسون
الكسندر ستيفنسون (بالإنجليزية: Alexander Stevenson)‏ هو سياسي بريطاني (وحمل سابقاً جنسية المملكة المتحدة لبريطانيا العظمى وأيرلندا)، ولد في 9 أبريل 1860، وتوفي في 24 مايو 1936.